# Hans-Christian Maner
Hans-Christian Maner (* 12. April 1963 in Târnăveni/Martinskirch) ist ein deutscher Osteuropa-Historiker und Hochschullehrer.

## Leben und Wirken
Der aus Siebenbürgen stammende Hans-Christian Maner studierte von 1983 bis 1991 Osteuropäische Geschichte, Mittlere und Neuere Geschichte, Religionswissenschaft/Evangelische Theologie und  Politikwissenschaft an den Universitäten Tübingen, Mainz und Bukarest und legte 1991 das erste Staatsexamen für den höheren Schuldienst und die Magisterprüfung ab. 1996 promovierte er bei Erwin Oberländer an der Universität Mainz. Nach einem Aufenthalt als Postdoktorand am Graduiertenkolleg des Osteuropa-Instituts an der Freien Universität Berlin (1997) war er von 1998 bis 2002 wissenschaftlicher Mitarbeiter am Geisteswissenschaftlichen Zentrum Geschichte und Kultur Ostmitteleuropas der Universität Leipzig und anschließend bis 2004 an der Universität Mainz. 2004 habilitierte er sich für Osteuropäische Geschichte an der Universität Leipzig. Nach einer Vertretungsprofessur an der RWTH Aachen (2005) ist er seit 2006 als Hochschullehrer an der Universität Mainz tätig, wo er 2010 zum Professor ernannt wurde. Mehrere Gastdozenturen führten ihn an Universitäten in Rumänien. Schwerpunkte seiner Forschungen und Veröffentlichungen sind vor allem die jüngere Geschichte Südosteuropas und Rumäniens.

## Veröffentlichungen (Auswahl)
- Parlamentarismus in Rumänien (1930–1940). Demokratie im autoritären Umfeld (= Südosteuropäische Arbeiten, Bd. 1010). Oldenbourg, München 1997, ISBN 3-486-56329-7 (= Dissertation Universität Mainz).
- (Hrsg., mit Martin Schulze Wessel): Religion im Nationalstaat zwischen den Weltkriegen 1918–1939. Polen – Tschechoslowakei – Ungarn – Rumänien (= Forschungen zur Geschichte und Kultur des östlichen Mitteleuropa, Bd. 16). Steiner, Stuttgart 2002, ISBN 3-515-08235-2.
- (Hrsg., mit Markus Krzoska): Beruf und Berufung. Geschichtswissenschaft und Nationsbildung in Ostmittel- und Südosteuropa im 19. und 20. Jahrhundert (= Studien zur Geschichte, Kultur und Gesellschaft Südosteuropas, Bd. 4). LIT-Verlag, Münster 2005, ISBN 3-8258-8053-2.
- (Hrsg.): Grenzregionen der Habsburgermonarchie im 18. und 19. Jahrhundert. Ihre Bedeutung und Funktion aus der Perspektive Wien (= Mainzer Beiträge zur Geschichte Osteuropas, Bd. 1). LIT-Verlag, Münster 2005, ISBN 3-8258-8032-X.
- Multikonfessionalität und neue Staatlichkeit. Orthodoxe, griechisch-katholische und römisch-katholische Kirche in Siebenbürgen und Altrumänien zwischen den Weltkriegen (1918 - 1940) (= Forschungen zur Geschichte und Kultur des östlichen Mitteleuropa, Bd. 29). Steiner, Stuttgart 2007, ISBN 3-515-08667-6 (= Habilitationsschrift Universität Leipzig).
- (Hrsg., mit Norbert Spannenberger): Konfessionelle Identität und Nationsbildung. Die griechisch-katholischen Kirchen in Ostmittel- und Südosteuropa im 19. und 20. Jahrhundert (= Forschungen zur Geschichte und Kultur des östlichen Mitteleuropa, Bd. 25). Steiner, Stuttgart 2007, ISBN 3-515-09024-X.
- Galizien. Eine Grenzregion im Kalkül der Donaumonarchie im 18. und 19. Jahrhundert (= Veröffentlichungen des Instituts für Deutsche Kultur und Geschichte Südosteuropas der Ludwig-Maximilians-Universität München, Bd. 111). IKGS-Verlag, München 2007, ISBN 978-3-9809851-7-8.
- (Hrsg., mit Benjamin Conrad und Jan Kusber): Parlamentarier der deutschen Minderheiten im Europa der Zwischenkriegszeit (= Beiträge zur Geschichte des Parlamentarismus und der politischen Parteien, Bd. 170). Droste-Verlag, Düsseldorf 2015, ISBN 978-3-7700-5327-8.
- (Hrsg., mit Ioannis Zelepos): Antike und Byzanz als historisches Erbe in Südosteuropa (19.–21. Jahrhundert) (= Südosteuropa-Jahrbuch, Bd.  45). Lang, Frankfurt/M. 2020, ISBN 978-3-631-80811-5.
- (Hrsg., mit Rainer Ullrich): Ethnische Minderheiten in Rumänien im 20. und 21. Jahrhundert. Landeszentrale für politische Bildung Rheinland-Pfalz, Mainz 2024, ISBN 978-3-89289-051-5.

Außerdem zahlreiche Aufsätze in Fachzeitschriften und Sammelbänden.